# Tribuloideae
Tribuloideae es una subfamilia con 7 géneros de plantas de flores perteneciente a la familia Zygophyllaceae.

## Géneros
- Balanites
- Kallstroemia
- Kelleronia
- Neoluederitzia
- Sisyndite
- Tribulopis
- Tribulus